# 205ª Squadriglia da bombardamento
La 205ª Squadriglia da bombardamento "Sorci Verdi" era una squadriglia della Regia Aeronautica appartenente al 41º Gruppo BT (bombardamento terrestre) del 12º Stormo inquadrato nella III Squadra aerea.
Tutti gli aerei di questa squadriglia portavano disegnati sulla fusoliera, al di sopra della linea bianca che correva attorno all'aereo, giusto davanti al portellone, tre topi verdi, ritti sugli arti posteriori.

## Storia

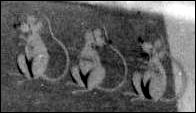
I tre sorci in una foto d'epoca

La 205ª fu la prima delle squadriglie italiane a ricevere i trimotori SIAI S.79 nell'ottobre 1936. Lo «Sparviero», così l'aereo era stato soprannominato con disposizione dello Stato Maggiore della Regia Aeronautica (i soprannomi dei velivoli venivano infatti indicati e adottati solo con direttive ufficiali), era un velivolo adattato al ruolo di bombardiere essendo nato in realtà come trasporto postale.
Su quale sia l'origine di uno dei distintivi di reparto più noti dell'aeronautica italiana non vi è concordanza. Tre topini ritti sulle zampe posteriori, l'espressione allegra, e di cui due intenti a conversare. La più valida tesi fa risalire l'origine del simbolo alla guerra civile spagnola. Nel marzo 1937 il sottotenente Aurelio Pozzi avrebbe disegnato i tre topi dopo aver udito un sottufficiale esclamare in dialetto romano: «Domani annamo su Barcellona e je famo vede' li sorci verdi», significante il provocare un estremo spavento.
Il successivo 7 settembre il generale Valle dispone con apposita nota che: «il distintivo dei Sorci Verdi [con i tre topi in posizione eretta] contrassegnante i velivoli che parteciparono alla gara aerea internazionale Istres-Damasco-Parigi venga adottato come distintivo ufficiale del 12º Stormo B.T».
E il nome divenne famoso quando la squadriglia con il colonnello Biseo e il capitano Bruno Mussolini conquistò i primi tre posti nella gara Istres-Damasco nell'agosto 1937, e ancor più dopo il volo Guidonia-Dakar-Rio de Janeiro nel gennaio 1938.

### Le competizioni

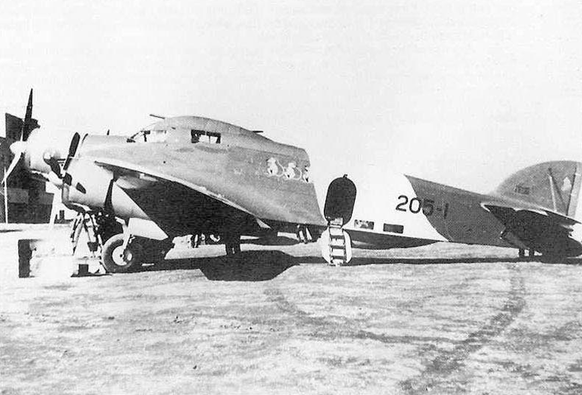
Un S.M. 79 dei Sorci Verdi.

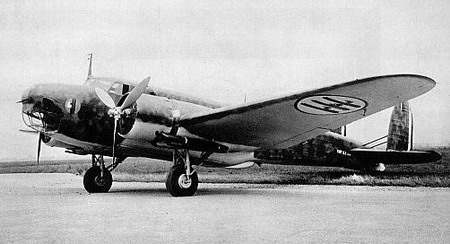
Un Fiat Br.20.

Con gli S.M.79 la squadriglia conseguì due successi a livello internazionale, a cui il regime fascista diede molto risalto: si trattava di una corsa aerea, Istres - Damasco - Le Bourget (Parigi) e di una trasvolata atlantica Guidonia (Roma) - Dakar - Rio de Janeiro.

#### La Istres - Damasco - Parigi
Questa prima competizione si svolse il 20 e 21 agosto 1937 e vi parteciparono otto aerei dei Sorci Verdi. Gli aerei utilizzati erano prevalentemente gli S.M.79CS (competizione sportiva), che derivavano direttamente dal primo prototipo S.M.79P I-MAGO, nato come trasporto veloce e aereo da competizione per la gara aerea MacRobertson Inghilterra-Australia, competizione per cui però non fu approntato in tempo. Erano quindi privi della caratteristica gobba, che era stata aggiunta nelle versioni militari per ospitare la mitragliatrice anteriore e quella dorsale.
La livrea si caratterizzava per il colore rosso corsa, il colore dell'Italia nelle competizioni internazionali motoristiche, come la Coppa Schneider. Dal motore centrale dipartiva una riga verde bordata di bianco che si assottigliava verso coda. I tre topi verdi erano posti poco prima del numero di gara.
Vennero anche utilizzati due Fiat B.R.20 in versione modificata (BR.20A). Il colore di questi era metallico, con una striscia a saetta rossa sulle due fiancate e i tre topolini verdi subito sopra la striscia, in corrispondenza dell'ala.
Per l'occasione, il figlio di Benito Mussolini, Bruno, pilota, fu trasferito nella squadriglia, che era stata spostata a Roma Ciampino, e prese parte alla competizione.
La sigla assegnata agli aerei derivava dalle iniziali dei cognomi dei piloti:
- I-BIMU, pilotato da Attilio Biseo e da Bruno Mussolini, numero gara I-5;
- I-CUPA, pilotato dal tenente colonnello Ranieri Cupini e dal capitano Amedeo Paradisi, numero gara I-11;
- I-FILU, pilotato da Umberto Fiori e da Giovanni Battista Lucchini, numero gara I-13;
- I-LICA, pilotato da Antonio Lippi e da Gori Castellani, numero gara I-7;
- I-ROTR, pilotato da Rovis e da Trimboli, numero gara I-12;
- I-TOMO, pilotato da Angelo Tondi e da Antonio Moscatelli, numero gara I-6;
- I-ROBO, pilotato da Rolandi e Bonini, numero gara I-8 (Fiat BR.20A)
- I-GAQU, pilotato da Luigi Questa e Gaeta, numero gara I-10 (Fiat BR.20A)

Già all'arrivo a Damasco, i Sorci Verdi erano decisamente in testa alla gara, anche perché le prestazioni in termini di velocità dei Savoia-Marchetti erano nettamente superiori a quelle dei concorrenti. Gli otto aerei italiani si aggiudicarono gli otto primi posti, con cinque S.M. 79 seguiti dai due BR.20A e a chiudere l'I-LICA. Tra i più performanti stranieri vi erano un de Havilland DH.88 Comet inglese, e un Breguet 470 T 12 Fulgur, pilotato dal noto aviatore francese Paul Codos.
Alla ripartenza dalla tappa intermedia, da una pista che oggi verrebbe detta semipreparata, ma che allora era di fatto la norma, l'aereo I-LICA conficcò una ruota del carrello in una buca, rompendolo e impedendogli di fatto di decollare e quindi proseguire la gara. Gli altri sette aerei ripartirono tutti, ma incontrarono maltempo lungo il tragitto, al quale si sommarono inconvenienti tecnici vari. Nonostante tutto, gli aerei della squadriglia conquistarono tutto il podio (I-CUPA primo, I-FILU secondo, I-BIMU terzo), I-TOMO fu sesto, dietro il Comet inglese, e I-ROTR ottavo.
Tra i più gravi inconvenienti durante la gara, I-ROTR si trovò con il passo dell'elica bloccato alla minima spinta e I-GAQU ebbe una forte avarìa al motore sinistro che costrinse l'equipaggio ad un atterraggio di fortuna nei pressi di Venezia.
Il primo Savoia-Marchetti coprì i quasi 6 200 km alla media di circa 350 km/h, ma sembra che prima di atterrare i piloti, Cupini e Paradisi, abbiano volato in circolo sull'aeroporto, attendendo, invano, l'arrivo dell'aereo di Bruno Mussolini (il primo posto del figlio del Duce, sarebbe stato notevole per la propaganda fascista), per poi atterrare in quanto erano rimasti praticamente senza combustibile. Questo fatto fa ipotizzare che la velocità tenuta durante la crociera fosse anche più elevata.

#### La trasvolata atlantica

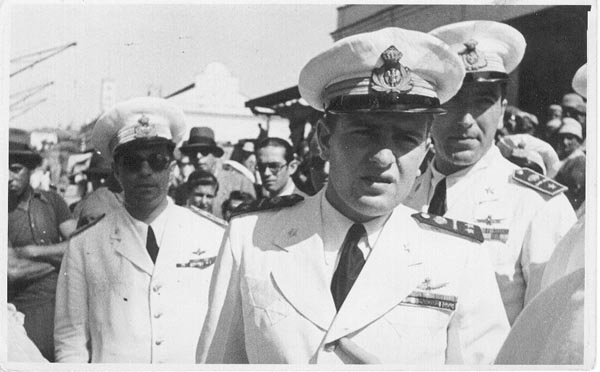
Bruno Mussolini e i "Sorci Verdi" - Da una cartolina postale dell'epoca, datata 29 gennaio 1938.

Nel gennaio dell'anno seguente tre degli S.M.79CS che si erano resi protagonisti nella precedente impresa, furono modificati nella versione T (Transatlantica) incrementando la capacità di carburante (e quindi l'autonomia) per effettuare la trasvolata dell'oceano Atlantico.
Il volo prevedeva la partenza da Roma, uno scalo a Dakar, e poi la tappa oceanica, la tappa più lunga e impegnativa, per arrivare a Rio de Janeiro. Nel complesso si trattava di circa 9 800 km, di cui circa 5 000 sorvolando il mare aperto. Gli aerei che vi presero parte erano:
- I-BISE, pilotato da Biseo e da Paradisi (ex I-BIMU).
- I-BRUN pilotato da Bruno Mussolini e da Mancinelli (ex I-FILU)
- I-MONI pilotato dal capitano Moscatelli e da Gori Castellani (ex I-CUPA)

I primi due raggiunsero regolarmente la meta, mentre I-MONI subì un'avaria al motore centrale nella seconda tappa e dovette atterrare non appena raggiunta la terra ferma, a Natal. I circa 9800 km furono percorsi in poco più di 24h ad una media poco superiore ai 400 km/h.

### Seconda guerra mondiale

Lo stemma del 12º Stormo il cui motto era "Diritto al segno".

Con lo scoppio della seconda guerra mondiale i Sorci Verdi furono dispiegati in vari teatri di guerra.
Il 10 giugno 1940 erano all'Aeroporto di Ciampino con 8 Savoia-Marchetti S.M.79 nel 41º Gruppo.
Il 19 giugno 1940 bombardarono l'aeroporto di Ghisonaccia in Corsica.
Poi furono all'Aeroporto di Gadurrà (estate 1940), in Sicilia (1941), sempre con compiti di bombardamento ed ancora a Gadurrà nel febbraio 1942. Nel maggio 1941 vi volava il Tenente Giovanni Ghinazzi sui Savoia-Marchetti S.M.84 quando il 28 maggio danneggia gravemente la HMS Imperial (Classe I (cacciatorpediniere 1936)).
Sul finire della guerra, la squadriglia fu riequipaggiata con i CANT Z.1007bis quando aveva ancora 6 SM 79 ed ai primi di settembre 1943 era all'Aeroporto di Siena-Ampugnano nel 41º Gruppo Autonomo Aerosiluranti della 3ª Squadra aerea, mentre dopo l'8 settembre 1943 la 205ª Squadriglia rinacque nell'Aeronautica Cobelligerante Italiana, inquadrata nel 41º Gruppo Autonomo Aerosiluranti.

### I gatti neri
Il "20º Gruppo caccia" del 51º Stormo, dopo aver battuto in un'esercitazione i Sorci verdi con i loro nuovi monoplani Fiat G.50, prese come simbolo un gatto nero che uccideva con gli artigli tre topolini verdi; lo stemma venne disegnato dal tenente Vincenzo Sant'Andrea. Questo causò l'irritazione dei piloti del 12º Stormo, che pretesero che i tre topolini venissero ridipinti di grigio, cosa che fu effettuata per qualche tempo. In seguito il 20º Gruppo fu incorporato nel 56º Stormo, di nuova costituzione, per partecipare al Corpo Aereo Italiano. Al ritorno in patria, fu riformato il 51º Stormo, che prese come simbolo quello già del Gruppo, i cui topolini erano nel frattempo tornati verdi, per cui venne da allora detto dei gatti neri. Questo è da allora il simbolo del 51º Stormo ed è visibile sulla coda degli AMX.